# 얼라이브 (프로게이머)
얼라이브(본명: 노진욱, 1998년 2월 27일 ~ )는 대한민국의 리그 오브 레전드 프로게이머로 포지션은 AD 캐리이다. 아이디는 Alive이며 현재 터키 챔피언십 리그의 갈라타사라이 e스포츠 소속이다.

## 선수 생활
2016년 1월, 스타더스트에 입단하면서 프로 커리어를 시작했다. 스프링 시즌 팀의 챌린저스 포스트시즌 진출에 기여했다. 서머 시즌에서도 팀의 포스트시즌 진출에 기여했다.
2017년 6월, 아이 게이밍 스타에 입단했다. 하지만 팀은 서머 시즌 부진에 시달렸으며 시즌 종료 이후 팀과의 계약을 해지했다.
2018시즌을 앞두고 담원 게이밍에 입단했다.
2018년 6월, 파르스 e스포츠에 입단했다. 서머 시즌 팀의 준우승과 터키 챔피언십 리그 승격에 기여했다.
2019시즌을 앞두고 브리온 블레이드에 입단했다.
2019 서머 시즌을 앞두고 부르사스포르 e스포츠에 입단했다.
2020시즌을 앞두고 올 나이츠에 입단했다. 오프닝 시즌 팀의 우승에 기여했다.
2021시즌을 앞두고 베식타시 e스포츠에 입단했다.
2021 서머 시즌을 앞두고 갈라타사라이 e스포츠에 입단했다. 서머 시즌 팀의 주전으로 활동했으며 팀의 우승에 기여했다. 리그 오브 레전드 월드 챔피언십 2021에는 로스터에 포함되면서 참가했다.

## 수상 내역
- 터키 챌린저 시리즈 서머 2018 준우승
- 라틴 아메리카 리그 오프닝 2020 우승
- 베스트 롤 인 라탐 토너먼트 2020 우승
- 라틴 아메리카 리그 클로징 2020 준우승